# Centrolene huilense
Centrolene huilense là một loài ếch thuộc họ Centrolenidae.
Đây là loài đặc hữu của Colombia.
Môi trường sống tự nhiên của chúng là rừng mây ẩm nhiệt đới và cận nhiệt đới và sông ngòi.
Tình trạng bảo tồn của nó hiện chưa đủ thông tin.